# Shawnee Mission District Stadium
Le Shawnee Mission District Stadium est un stade omnisports américain, principalement utilisé pour le soccer et le football américain, situé dans la ville d'Overland Park, dans le Kansas.
Le stade, doté de 6 150 places et inauguré en 2005, sert d'enceinte à domicile pour les équipes lycéennes locales du Shawnee Mission North High School, du Shawnee Mission Northwest High School et du Shawnee Mission East High School.

## Histoire
Après la démolition du stade construit à l'origine dans les années 1950, le nouveau stade ouvre ses portes en 2005.
Le gazon est remis à neuf en 2006.
L'équipe des Kansas City Wizards utilise le stade pour un match à domicile en 2008 lors d'une rencontre contre le Colorado Rapids en coupe des États-Unis de soccer 2008,.
En février 2013, Bud Budzinski, président de l'équipe de soccer féminine du FC Kansas City annonce que le Shawnee Mission District Stadium servira d'antre pour les matchs à domicile de son équipe, pour la saison inaugurale de National Women's Soccer League (NWSL). Il s'agit alors du troisième plus grand stade de NWSL après le Jeld-Wen Field de Portland et le Sahlen's Stadium de Rochester.
Pour la saison 2013, le stade prend alors le nom de Verizon Wireless Field pour des raisons de partenariat entre le FC Kansas City et l'entreprise de télécommunications Verizon Wireless.

## Événements
- 2008 : Match de Coupe des États-Unis de soccer (Kansas City Wizards-Colorado Rapids)